# NK Pazinka
El NK Pazinka es un equipo de fútbol de Croacia que juega en la Primera Liga de Istria, una de las ligas regionales que conforman la quinta división de fútbol en el país.

## Historia
Fue fundado en el año 1948 en la ciudad de Pazin en la región de Istria con el nombre SD Pazin como parte del club multideportivo del mismo nombre y bajo el sistema de fútbol de Yugoslavia pasó jugando en las ligas regionales de Istria. En 1970 cambió su nombre por el actual luego de que la fábrica de textiles Pazinka se convirtiera en el patrocinador principal del club luego de que este tuviera dificultades financieras.
En 1985 el club consigue el ascenso a la Liga Croata del Oeste, una de las ligas que conformaban la cuarta división de la República Socialista de Croacia, en donde permaneció hasta la separación de Yugoslavia y la independencia de Croacia en 1991.

### Era de Croacia
Tras la independencia de Croacia en 1991 se convirtió en uno de los equipos fundadores de la Druga HNL en 1992, consiguiendo esa misma temporada el ascenso a la Prva HNL por primera vez en su historia. El club pasó dos temporadas en la máxima categoría hasta que descendió en la temporada 1993/94.
Posteriormente el club experimentó problemas como la declaración de bancarrota de su principal patrocinador y varios descensos que lo tienen actualmente en la quinta división de Croacia.

## Jugadores

### Jugadores destacados
- Dado Pršo
- Zoran Škerjanc
- Damir Desnica